# 2016年の気象・地象・天象
2016年の気象・地象・天象（2016ねんのきしょう・ちしょう・てんしょう）では、2016年（平成28年）の気象・地象・水象・天象に関する出来事をまとめる。
2015年の気象・地象・天象 - 2016年の気象・地象・天象 - 2017年の気象・地象・天象

## 気象

### 1月
- 1月23-25日 - 西日本で記録的な寒波・大雪。長崎市で観測史上最大の積雪17cm。全国74地点で観測史上最低気温を更新。鹿児島県奄美市名瀬で115年ぶりの雪、沖縄県久米島で39年ぶりのみぞれ、沖縄県名護市で観測史上初めてみぞれを観測。[1]

### 2月
- 2月14日 - 米国東部に寒波。ニューヨーク市のセントラルパークで過去最低の-18℃を観測[2]。

### 5月
- 5月19日 - インドのラジャスタン州ファロディで過去最高の51℃を観測。なお18日には首都ニューデリーでも46.8℃を観測。[3]。

### 6月
- 6月初旬 - フランス、ドイツで豪雨により各地で洪水が発生[4]。（2016年のヨーロッパの洪水（英語版））
- 6月19日 - 米国西部で記録的熱波。カリフォルニア州バーバンクで42.8℃、アリゾナ州フェニックスで47.7℃を観測した[5]。
- 6月20日 - 岩手県奥州市で竜巻(JFE1)が発生[6]。
- 6月23日 - 中国江蘇省塩城市で竜巻が発生[7]。（2016年江蘇省阜寧県竜巻）
- 6月23日-24日 - 米国ウェストバージニア州で記録的豪雨で洪水が発生[8]。（英語版）

### 7月
- 7月3日 - カロリン諸島付近の海上で台風1号が発生（統計上で2番目に遅い）[9]。

### 10月
- 10月8日 - ハイチで400人以上の犠牲者を出したハリケーン・マシューがアメリカ・フロリダ州に上陸し、4人が死亡[10]。

### 11月
- 11月22日-27日 - 北日本～東日本にかけて記録的な寒波・大雪が襲来。23日は北海道各地で11月の低温記録を更新。24日は東京で観測史上初の11月積雪。24日～27日にかけて千葉県内陸で記録的な低温・積雪になり26日は千葉県南部各地で戦後2番目の最低気温を観測。27日には君津市にあるロマンの森共和国で観測史上最深積雪を大幅に更新

## 地象
熊本地震・鳥取県中部地震などの被害を伴う地震が発生した。また、M5～6クラスの地震が多数発生し、最大規模は福島県沖のM7.4であった。

### 2月
- 2月5日 - 鹿児島県の桜島が噴火。気象庁は噴火警戒レベルを3に引上げた[11]。
- 2月6日 - 台湾南部を震源とする地震(M6.4,深さ約16km)が発生[12]。
- 2月18日 - 阿蘇山中岳で小噴火。噴煙が1600mに達した[13]。

### 3月
- 3月27日 - アラスカ南西部のパブロフ火山が噴火。28日には噴煙が約11000mに達した[14]。

### 4月
- 4月13日 - ミャンマーのマンダレー北西135kmにてM6.9の地震(en:2016 Myanmar earthquake)。
- 4月14日 - 日本の熊本県熊本地方を震源とするM6.5（震度7・深さ10km）の地震が発生[15]。震度7を観測した地震は2011年に発生した東北地方太平洋沖地震以来[要出典]。
- 4月16日
  - 日本の九州地方・熊本県にて現地時間午前1時25分頃、マグニチュード(M)7.3の地震が発生[16]（14日の地震は前震とされる）、被害が広範囲に拡大し死傷者数もさらに増加している。
  - エクアドル時間18時58分頃、マグニチュード(M)7.8の2016年エクアドル地震が発生した[17]。

### 5月
- 5月1日 - 桜島昭和火口で爆発的噴火。噴煙が4100mまで達した[18]。
- 5月6日 - 新潟焼山でごく小規模な噴火があったことが確認された[19]。
- 5月21日 - インドネシアのシナブン山が噴火。噴煙が上空約3千メートルに達し、火砕流が発生[20]。
- 5月26日 - インド洋のピトン・ドゥ・ラ・フルネーズ（レユニオン島）が噴火[21]。

### 6月
- 6月10日 - フィリピンのルソン島にあるブルサン山が噴火[22]。
- 6月18日 - フィリピンのネグロス島にあるカンラオン山が噴火[23]。
- 6月16日 - 内浦湾地震。函館市で最大震度6弱を観測[24]。

### 7月
- 7月26日 - 桜島昭和火口で爆発的噴火。噴煙が5000mまで達した[25]。

### 8月
- 8月24日 - イタリア中部のペルージャ県付近でマグニチュード(M)6.2の地震が発生[26]。

### 10月
- 10月8日 - 現地時間1時46分ごろ、阿蘇山の中岳第1火口で爆発的噴火が発生[27]。
- 10月21日 - 鳥取県中部地震。

### 11月
- 11月14日 - 北カンタベリー地震。
- 11月22日 - 福島県沖地震[28]。

### 12月
- 12月25日 - 現地時間11時20分ごろ、チリ南部でマグニチュード7.6の地震が発生した[29][30]。

## 天象

### 3月
- 3月5日 - 小惑星2013TX68(英語版)が地球から1万7千kmを通過[要出典]。
- 3月9日 - 日本で部分日食が見られ、インドネシアでは皆既日食となった[31]。

### 5月
- 5月9日 - 水星の日面通過[32]
- 5月31日 - 火星が最接近（地球から7528万km）[33]

### 6月
- 6月3日-6日 - 2年ぶりに太陽黒点数がゼロとなった[34][35]

### 11月
- 11月14日 - 世界各地でスーパームーンが見られ、その大きさは1948年1月26日以来68年ぶりであった[36]。